# Травников, Александр Владимирович
Александр Владимирович Травников (род. 17 июля 1973, Ленинград, РСФСР, СССР) — российский государственный деятель, генерал-лейтенант полиции (с 2021), в 2018—2022 годах – начальник Санкт-Петербургского университета МВД России.

## Биография
Сын Владимира Александровича Травникова — начальника уголовного розыска Куйбышевского района Ленинграда (ныне – часть Центрального района Санкт-Петербурга), внучатый племянник генерал-майора милиции и народного депутата России Василия Николаевича Травникова. В 2006 году окончил Санкт-Петербургский университет МВД России по специальности «правоохранительная деятельность», квалификация – юрист.    
С 1998 года — на службе в органах МВД России:
- 1998—2000 — оперуполномоченный отделения по борьбе с имущественными преступлениями отдела уголовного розыска  УВД Центрального района Санкт-Петербурга;
- 2000—2003 — начальник отделения по борьбе с имущественными преступлениями отдела уголовного розыска УВД Центрального района;
- 2003—2009 — заместитель начальника криминальной милиции, начальник отдела уголовного розыска УВД Центрального района;
- 2009—2014 — начальник РУВД Петродворцового района;
- 2014—2017 — начальник УМВД России по Московскому району;
- 2017—2018 — начальник УМВД России по Центральному району.

Указом Президента РФ от 4 июня 2018 года назначен начальником Санкт-Петербургского университета МВД России. 9 июня того же года был представлен коллективу университета министром внутренних дел Владимиром Колокольцевым.
11 июня 2021 года стало известно о присвоении Травникову звания генерал-лейтенанта в соответствии с указом Президента РФ.
В начале декабря 2022 года появилась информация о том, что около месяца назад Травников был отстранен от должности начальника университета. Первоначально сообщалось, что причиной отстранения стали коррупционные нарушения — были обнаружены незадекларированные активы генерала. Позднее появилась информация, что отстранение Травникова стало следствием так называемого «генеральского дела» — ареста в июле 2022 г. трех петербургских генералов: экс-начальника ГУ МВД по Санкт-Петербургу и Ленобласти Сергея Умнова, экс-замначальника ГУ МВД по тылу Ивана Абакумова и начальника УГИБДД по Санкт-Петербургу Алексея Семенова. При этом сам Травников заявил прессе, что его не отстраняли, а он ушел с должности по собственному желанию.
Женат, имеет четверых детей.